# Kalanchoe blossfeldiana

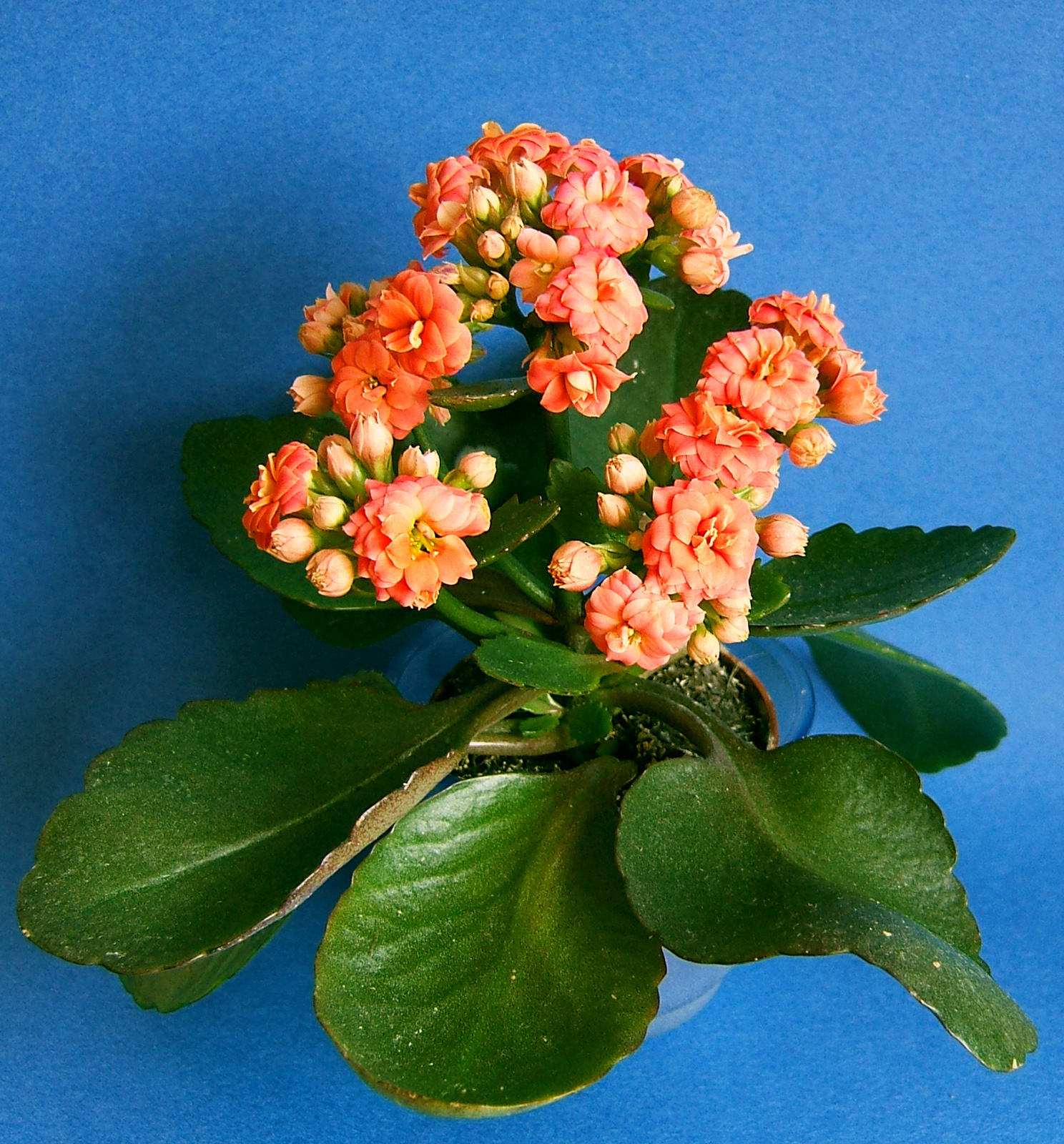
Kalanchoe blossfeldiana

Espèce
Classification phylogénétique

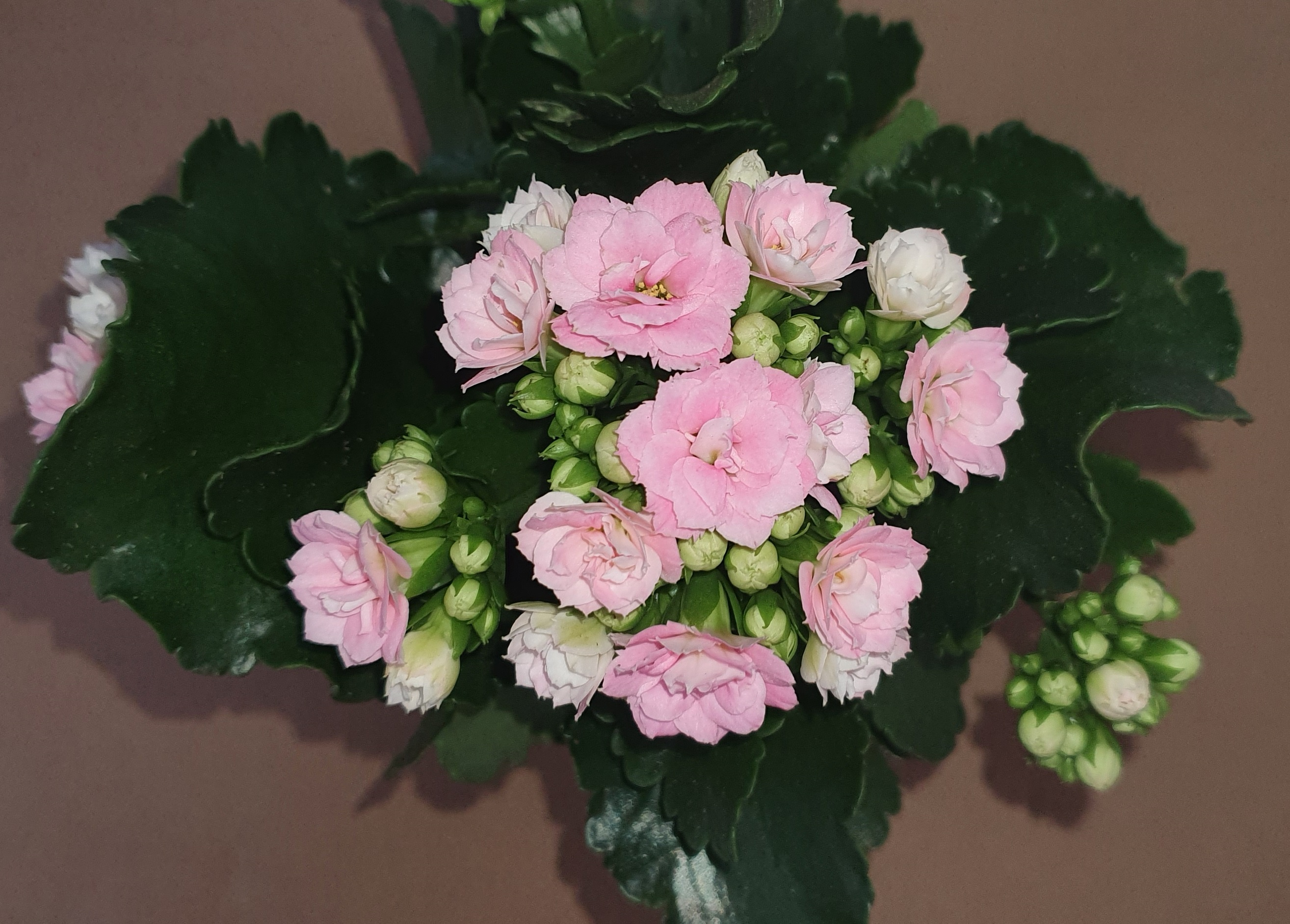
Kalanchoe Blossfeldiana "soft pink".
31/12/2020. Ormoy-Villers, France.

Le Kalanchoé de Blossfeld ou Kalanchoe blossfeldiana est une plante du genre Kalanchoe de la famille des Crassulacées, originaire de Madagascar.
Dans les pays tempérés, elle est cultivée en tant que plante d'intérieur.

## Étymologie
L'espèce a été découverte par le botaniste français Perrier de la Bâthie vers 1927 à Madagascar dans les monts Tsaratanana. Il la décrivit sous le nom de Kalanchoe globulifera var. coccinea. Quelques années plus tard, le botaniste allemand Karl von Poellnitz (1896-1945) reconnut en elle, une nouvelle espèce qu'il nomma Kalanchoe blossfeldiana en 1934. L'épithète spécifique blossfeldiana fut créé en l'honneur de l'hybrideur allemand Robert Blossfeld (1845-1945), (père du botaniste Harry Blossfeld (es), 1913-1986), qui la rapporta vers 1931 à Potsdam, pour l'hybrider et la commercialiser dès l'hiver suivant.

## Description
Kalanchoe blossfeldiana est une plante vivace, succulente pouvant atteindre 40 cm de haut.
Les feuilles charnues-succulentes, cireuses, sont elliptiques à obovales, à marge largement crénelée.
L'inflorescence est une cyme bipare, portant des fleurs de 10-14 mm de diamètre, 4-mères, avec une corolle formée d'un long tube, terminé par 4 lobes étalés. L'espèce sauvage est rouge.
De nombreux cultivars ont été sélectionnés pour leurs fleurs de couleurs variables : rouge, orange, rose, violette, jaune, blanc, et leur corolle double.
Dans une serre de Suède, une variété à fleurs doubles, aurait été engendrée par « mutation spontanée », variété à laquelle les horticulteurs ont donné le nom de Kalanchoe blossfeldiana dit "Calandiva".
La floraison peut avoir lieu toute l'année.

## Écologie
Le Kalanchoe blossfeldiana est originaire de Madagascar.
Il pousse dans la montagne.

## Culture
Le Kalanchoe blossfeldiana est une plante d'intérieur facile à entretenir, à condition d'éviter tout excès d'eau. Il lui faut une lumière vive, sans soleil direct.
Ce kalanchoe a besoin d'une période de jours courts pour se mettre à fleurir. Il fleurit donc spontanément en hiver, mais les horticulteurs les soumettent à des jours courts artificiellement pour obtenir des fleurs toute l'année.

## Toxicité
Comme tous les kalanchoes, cette plante est toxique. À Madagascar, si elle est broutée par le bétail pendant les périodes de sécheresse ou de disette, elle peut provoquer des intoxications qui affectent le système nerveux et musculaire. Les composés chimiques responsables de cette intoxication ont été identifiés; ils forment le groupe des bufadiénolides. Ce sont des composés proches des cardénolides ou hétérosides cardiotoniques (avec le noyau tétracyclique des stéroïdes).